# Latridius latissimus
Latridius latissimus là một loài bọ cánh cứng trong họ Latridiidae. Loài này được Rücker miêu tả khoa học năm 1986.